# Rotböhl
Rotböhl este o arie protejată (arie specială de conservare — SAC, sit de importanță comunitară — SCI) din Germania întinsă pe o suprafață de 4,23 ha, integral pe uscat.

## Localizare
Centrul sitului Rotböhl este situat la coordonatele 49°55′37″N 8°37′24″E / 49.9269°N 8.6233°E.

## Înființare
Situl Rotböhl a fost declarat sit de importanță comunitară în iunie 2000 pentru a proteja 1 specie de plante. Situl a fost protejat și ca arie specială de conservare în martie 2008.

## Biodiversitate
Situată în ecoregiunea continentală, aria protejată conține 3 habitate naturale: Vegetație psamofilă uscată cu pășuni deschise de Corynephorus și Agrostis, Pajiști calcaroase din nisipuri xerice, Pajiști stepice subpanonice.
La baza desemnării sitului se află o specie protejată de  plante: Jurinea cyanoides.
Pe lângă speciile protejate, pe teritoriul sitului au mai fost identificate 14 specii de plante, 7 specii de nevertebrate, 1 specie de reptile.